# Аканди
Аканди (исп. Acandí) — город и муниципалитет на севере департамента Чоко в северо-западной части Колумбии.

## История
Название города происходит от слова «Acanti», которое на диалекте коренного населения буквально означало «река камней». Около 1887 года было основано поселение под названием Сан-Николас-де-Титумате на западном берегу реки Аканди. Однако, поселение было затоплено, и жители приняли решение переселиться в безопасное место в 1896 году. Статус города присвоен 30 октября 1908 года.

## География
Аканди расположен на берегу Карибского моря в 366 километрах от города Кибдо, административного центра департамента. Территориально муниципалитет расположен в Дарьенском пробеле к западу от реки Атрато. На севере и востоке Аканди граничит с Карибским морем, на юге — с муниципалитетом Унгия, на западе — с республикой Панама.